# Martés
Martés es una localidad española actualmente perteneciente al municipio de la canal de Berdún, en la provincia de Huesca. Pertenece a la comarca de la Jacetania, en la comunidad autónoma de Aragón.

## Geografía
Martés se encuentra situado en la zona sur del término municipal de Canal de Berdún, al que pertenece, a una distancia de 4 km del núcleo de Berdún, la capital de dicho término, en la orilla izquierda del río Aragón, discurriendo junto a su núcleo el barranco del Tobo, afluente de dicho río. Está emplazado en el llano al pie de un monte a 616 m de altitud, próximo al Camino de Santiago.
Aunque el núcleo urbano de Martés se encuentra en una zona llana, el término hacia el sur es agreste, culminando en las alturas del Puy d'Aras, de 1239 m, en el límite con Longás y la Valdonsella, ya en la provincia de Zaragoza.

## Demografía
| Gráfica de evolución demográfica de Martés entre 1842 y 1960 |
| |
| Población de derecho según los censos de población del INE Población de hecho según los censos de población del INEEntre el censo de 1970 y el anterior, este municipio desaparece porque se integra en el municipio Canal de Berdún |

Formó municipio propio hasta 1970 en que constituyó con Berdún, Biniés y Villareal de la Canal, el Canal de Berdún. 
El fogaje –censo– que Fernando el Católico ordenó en 1495 daba a Martés 23 fuegos -unos 120 habitantes-. En 1857 tenía 380 habitantes, en 1900 270 y en 2004 36.

## Historia
Su topónimo aparece citado en el año 948, como indicativo de su procedencia. Era propiedad del rey de Aragón, aunque el monasterio de San Juan de la Peña intentó legitimar su dominio mediante varios documentos espurios fechadas entre 989 y 1096. La iglesia pasó a pertenecer al cenobio pinatense en 1279 y el lugar en 1428, por concesión del rey (quedan vestigios del castillo-palacio de los abades de la población). Sin embargo, en 1610 figuraba como lugar realengo y aún lo era en 1785. Quedan escasos restos del castillo, aunque sí se conserva el pequeño fuerte fusilero (siglo XIX) levantado en la margen derecha del río Aragón, junto al puente “de Berdún”, para vigilancia y control del contrabando.

## Arquitectura religiosa

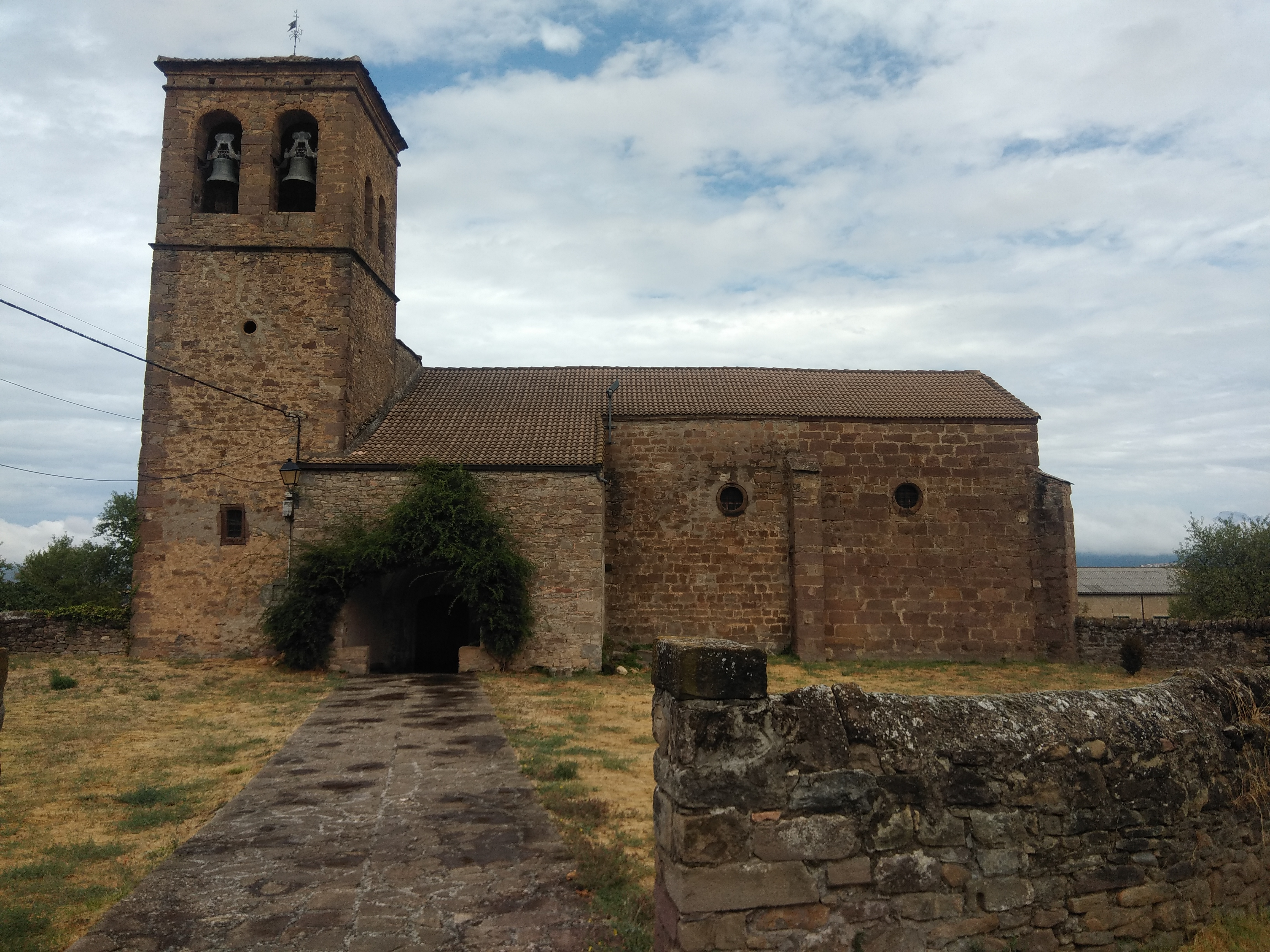
Parroquia de Nuestra Señora de las Candelas

### Iglesia parroquial de Nuestra Señora de las Candelas
Es un edificio de cantería resultado de ampliar un templo gótico en la primera mitad del siglo XVI, reformado a su vez en el siglo XVII. Consta de una nave principal y de una segunda más estrecha y corta en el lado del Evangelio, prolongada por la sacristía, que cierra en recto el muro de la cabecera. En dicho lateral quedan restos medievales (arco apuntado y una delicada decoración floral y vegetal gótica en la portalada de la sacristía).
Del siglo XVI perviven dos bóvedas de crucería estrellada. Las demás fueron sustituidas por otras de cañón con lunetos y arcos fajones que apean en llamativas ménsulas de abultado relieve. 
El símbolo del monasterio pinatense (Agnus Dei coronado) luce sobre la portada gótica, que está formada por arquivoltas entre dos pináculos. 
Se conserva un valioso retablo de estilo gótico hispano flamenco, realizado entre 1480 y 1505. Además se pueden apreciar otros retablos del siglo XVII y varias tallas de interés.

### Ermita de san Pelay
El edificio actual es del siglo XVIII, sin embargo conserva el ábside semicircular románico del precedente, aunque está desfigurado por el revoco. Se estima que fue la parroquia del despoblado medieval de Arriviella.

### Ermita de santa María de Javierremartes
Se encuentra en la pardina del Solano.Es románica, del siglo XII. Fue parroquia de la población llamada Javierremartes que quedó deshabitada en 1785. De planta rectangular, el interior se divide en nave, presbiterio y ábside semicircular que presenta un estrecho ventanal en el centro. La puerta se sitúa en el muro sur y tiene arco de medio punto. Está en ruinas.

## Arquitectura civil y popular

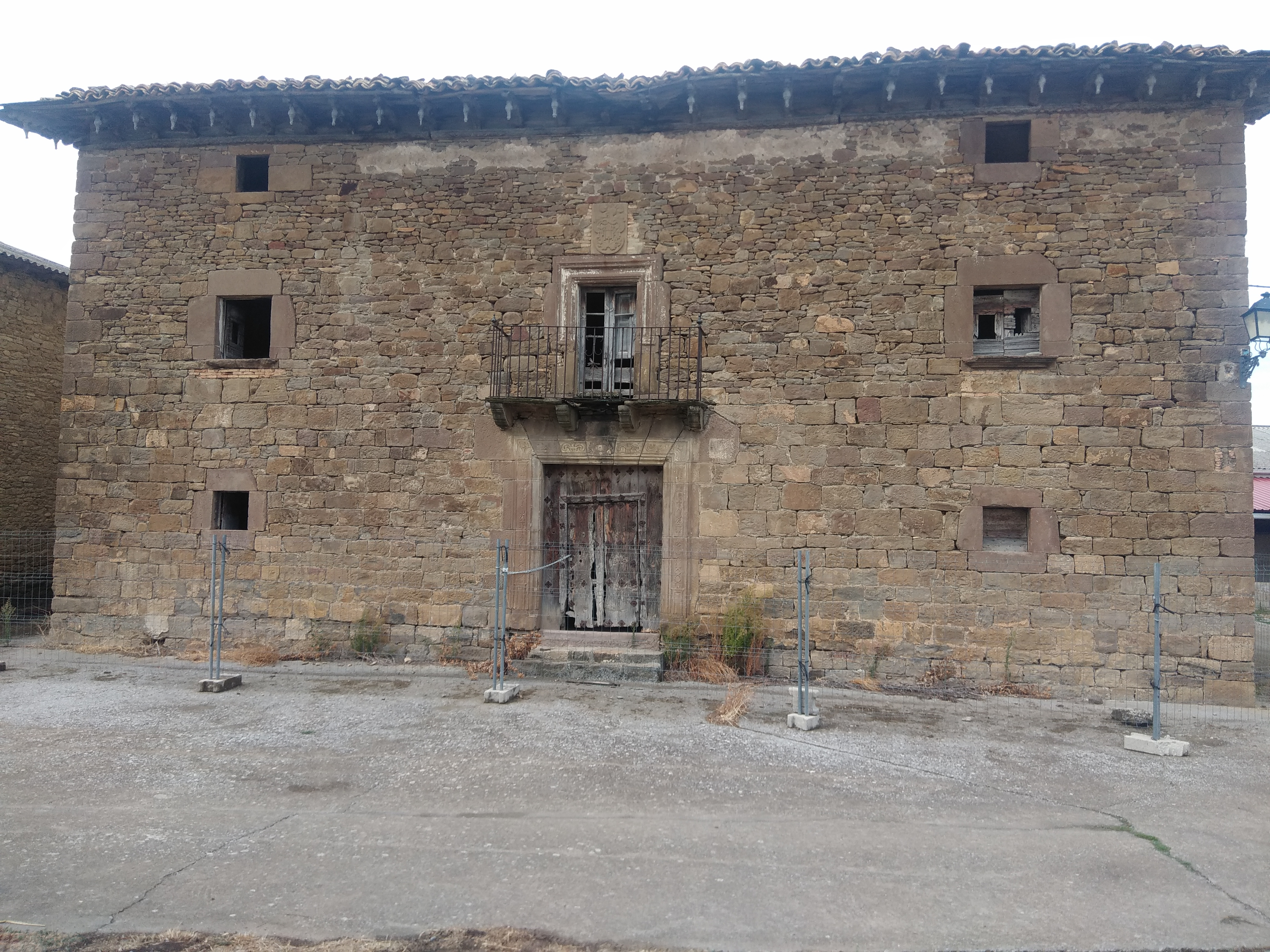
Casa Martínez Aspurz (1758)

Extendido sobre el llano, con la iglesia fuera del casco urbano, el trazado es bastante regular, con una plaza de gran tamaño y encantadores rincones entre sus calles, como el que forman Casa de Sanz, Casa Gil y Casa Moreno en torno al pozo o la plazuela de la antigua Casa Consistorial, con su ventanita conopial geminada. 
Predominan la teja y la piedra: mampostería y sillarejo en los muros, a cara vista, revocados y excepcionalmente con pinturas (Casa Moreno), y sillares para enmarcar los vanos. Abundan las portadas en arco de medio punto doveladas (Casa Callao, 1614; Casa Labarta; Casa Marco; 1752, con escudo), y las adinteladas con muesca apuntada o con peculiar dintel triangular a modo de frontón (antigua Casa Consistorial, Casa Gil, Casa Nicolás). 
Destaca la casona solariega de los Martínez de Aspurz (1758), con fachada principal de sillería, puerta con dintel ornamentado y un solemne balcón central con la forja de la época. El alero está bien trabajado en la ménsulas y adornos colgantes. Está en proceso avanzado de ruina.
Se conservan chimeneas trococónicas (Casa Moreno, Casa Nicolás). El fogaril ha ido desapareciendo, al igual que los hornos y lagares. Hay graneros de esmerada construcción, como el situado frente a la iglesia con arcos rebajados. También es de interés la fuente.

## Comunicaciones
Martés posee una única carretera, de tipo local, que la conecta a través de 5 km con Berdún, salvando por un puente el río Aragón.
Sin embargo, desde Martés parte hacia el oeste una pista no asfaltada, que comunica la localidad con el vecino municipio de Mianos, y otra pista se dirige hacia el este, hasta Arrés, en término de Bailo, donde se convierte en una carretera asfaltada que desemboca en la A-132 a escasos metros del casco urbano de Puente la Reina de Jaca, en la desembocadura del valle de Hecho.
También hay otra pista no asfaltada que, dirigiéndose hacia el sur pasa junto a la ermita de San Pelay, y muy próxima a esta desemboca tras 4 km en la carretera local que comunica Larués con Bagüés.

## El Camino de Santiago entre Martés y Mianos
Esta ruta tiene 7 km, se recorre en algo más de una hora y su dificultad es media. Sigue uno de los tramos del Camino de Santiago que une Aragón con Navarra y discurre entre las localidades de Martés (Huesca) y Mianos (Zaragoza).
El itinerario se inicia en la localidad de Martés, que se encuentra en la Canal de Berdún en el margen izquierdo del río Aragón. La iglesia parroquial de Nuestra Señora de las Candelas, de estilo gótico, se encuentra a las afueras de la localidad y es justo en ella donde se inicia nuestra ruta.
Después de pasar por las últimas construcciones de Martés y por el cementerio se llega hasta un cruce de cuatro caminos para seguir de frente e ingresar de lleno en el Camino de Santiago.
La ruta discurre entre campos de cereal, custodiada por la parte derecha por la presencia, siempre constante, de la localidad de Berdún asentada sobre un cerro. Se atraviesan dos barrancos, el de Sobresechos y el de Calcones, cuyas aguas se unen para desembocar en el río Aragón. 
La ruta llegará hasta un cruce de caminos donde por la izquierda seguirá hasta Mianos, destino de la ruta, pero si se desea continuar desde aquí el Camino de Santiago se puede llegar por la senda que sale a la derecha hasta Artieda.

## Fiestas y tradiciones
- Fiestas mayores el 29 de agosto
- Fiestas menores 2 de febrero para la Candelaria o Purificación de María.
- El 15 de agosto se acude en romería a la ermita de San Pelay.

## Galería de imágenes

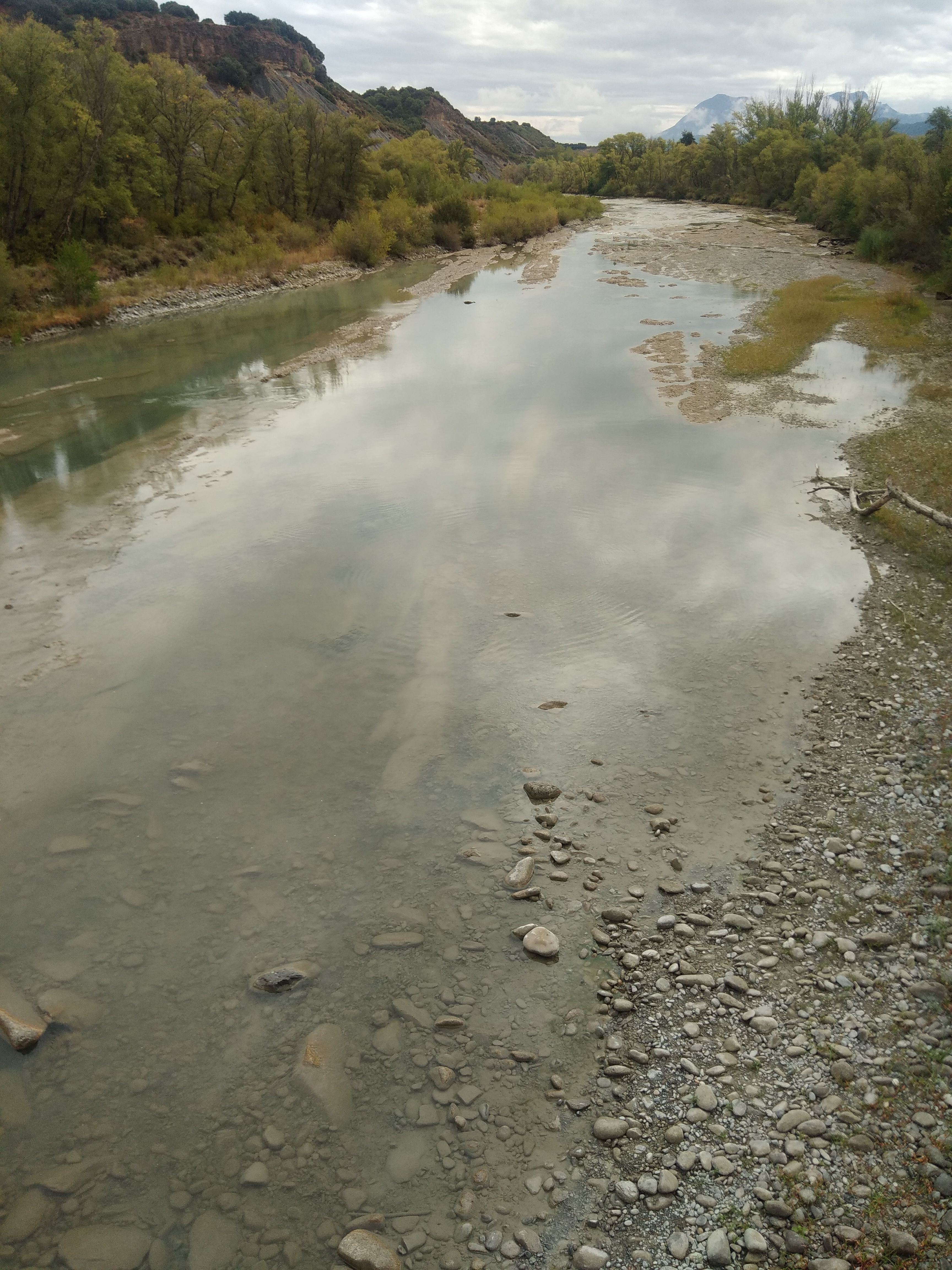
Cauce del río Aragón
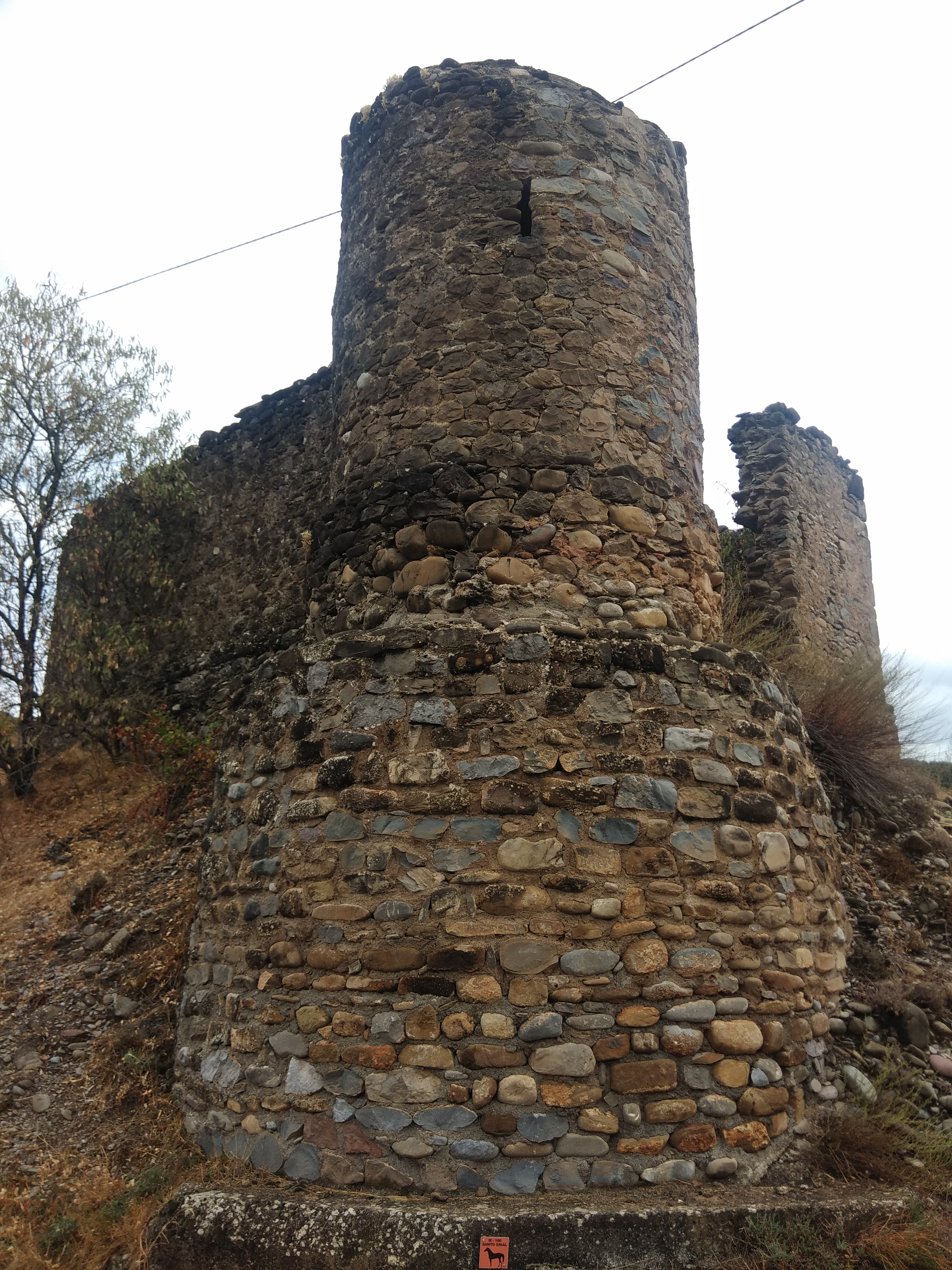
Fuerte de fusileros en la orilla del Aragón (S. XIX)
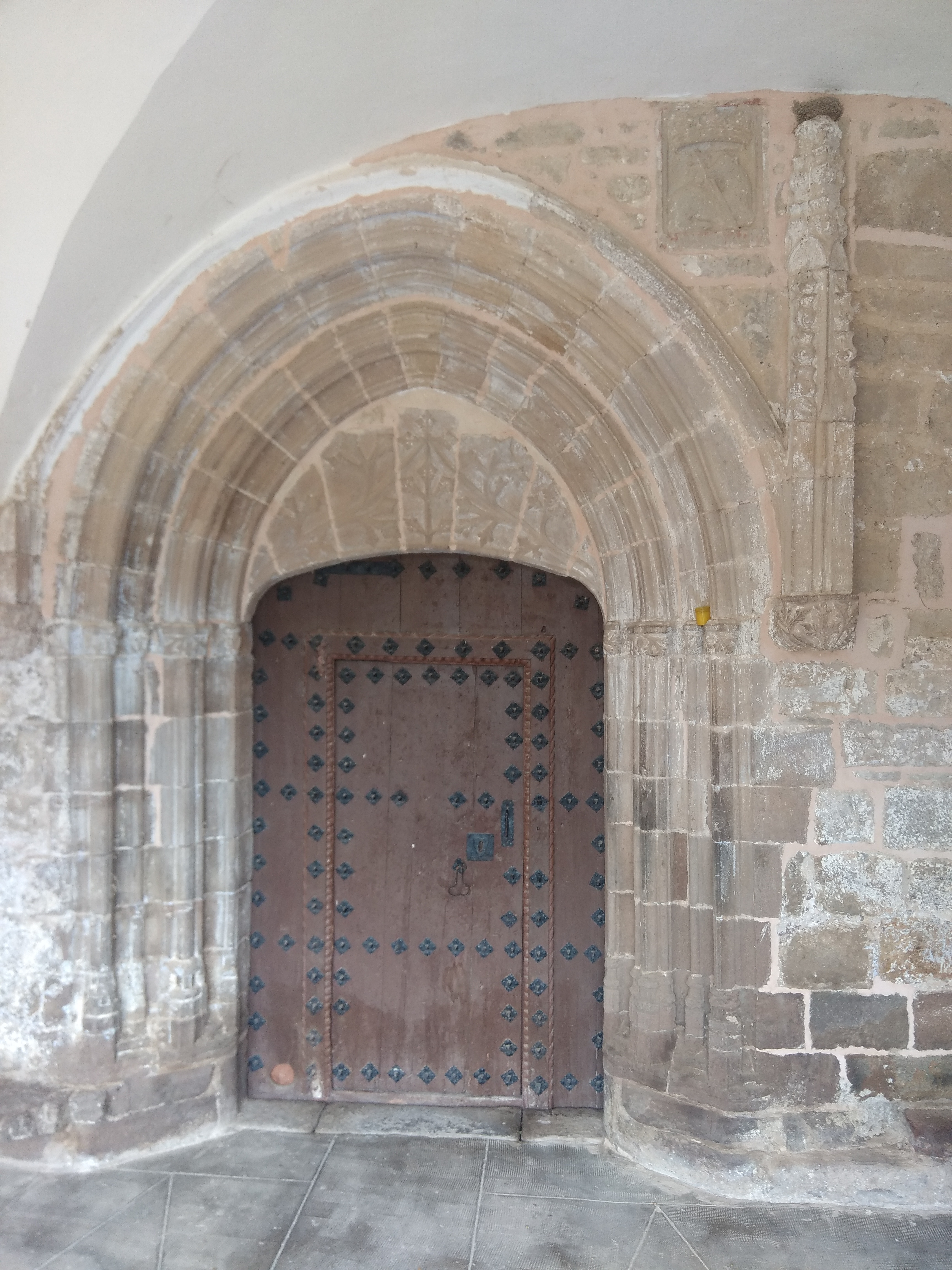
Parroquia, portada gótica. Arriba a la derecha aparece el relieve del Agnus Dei
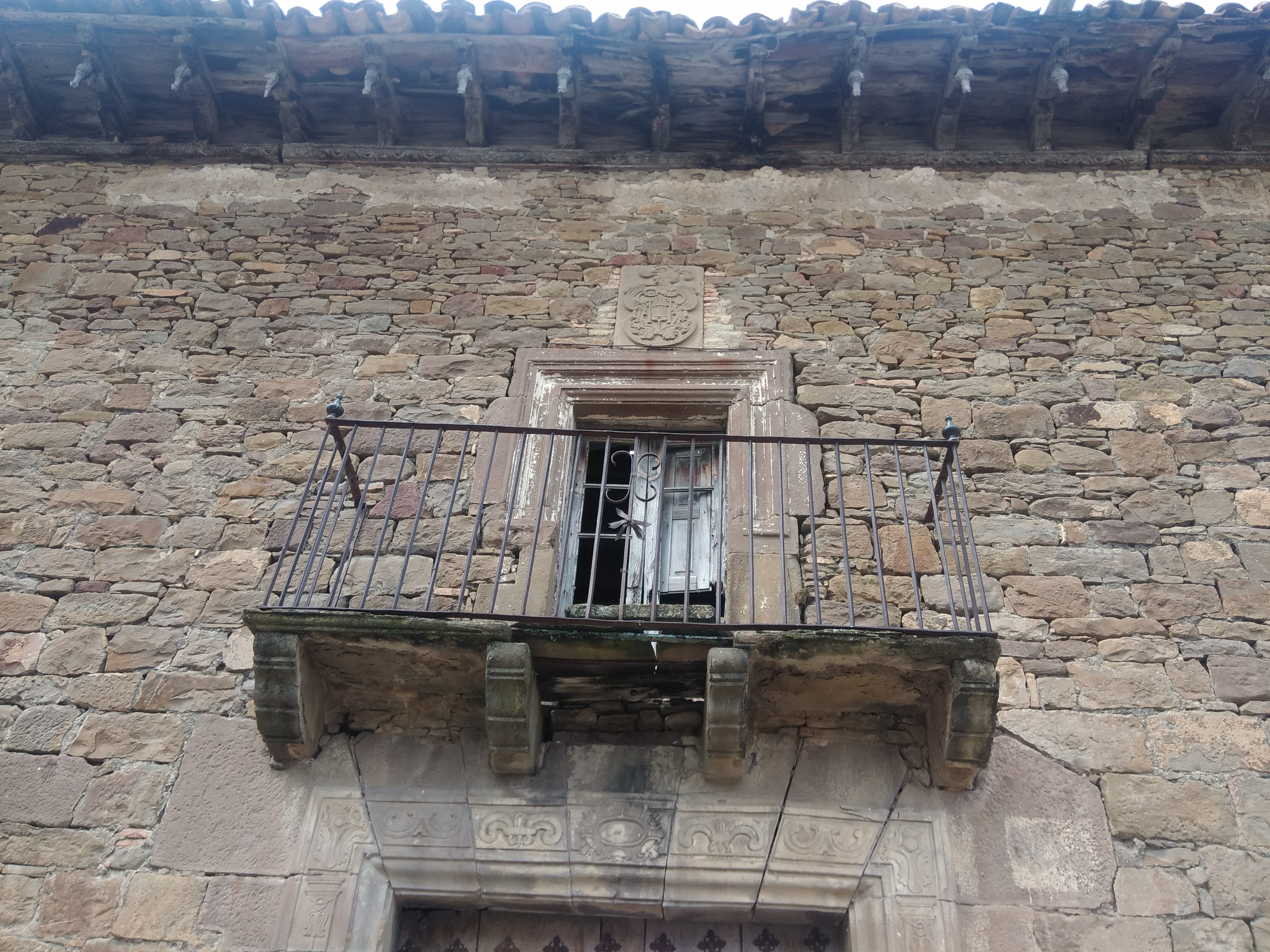
Alero, balcón y dintel de la Casa de Martínez Aspurz (1758)